# 2,3-Dihydroxyanthrachinon
2,3-Dihydroxyanthrachinon, auch bekannt als Hystazarin, ist eine organische Verbindung aus der Stoffgruppe der Anthrachinone (genauer der Dihydroxyanthrachinone).

## Geschichte
2,3-Dihydroxyanthrachinon wurde 1888 von Carl Liebermann entdeckt. Er nannte es Hystazarin.

## Vorkommen

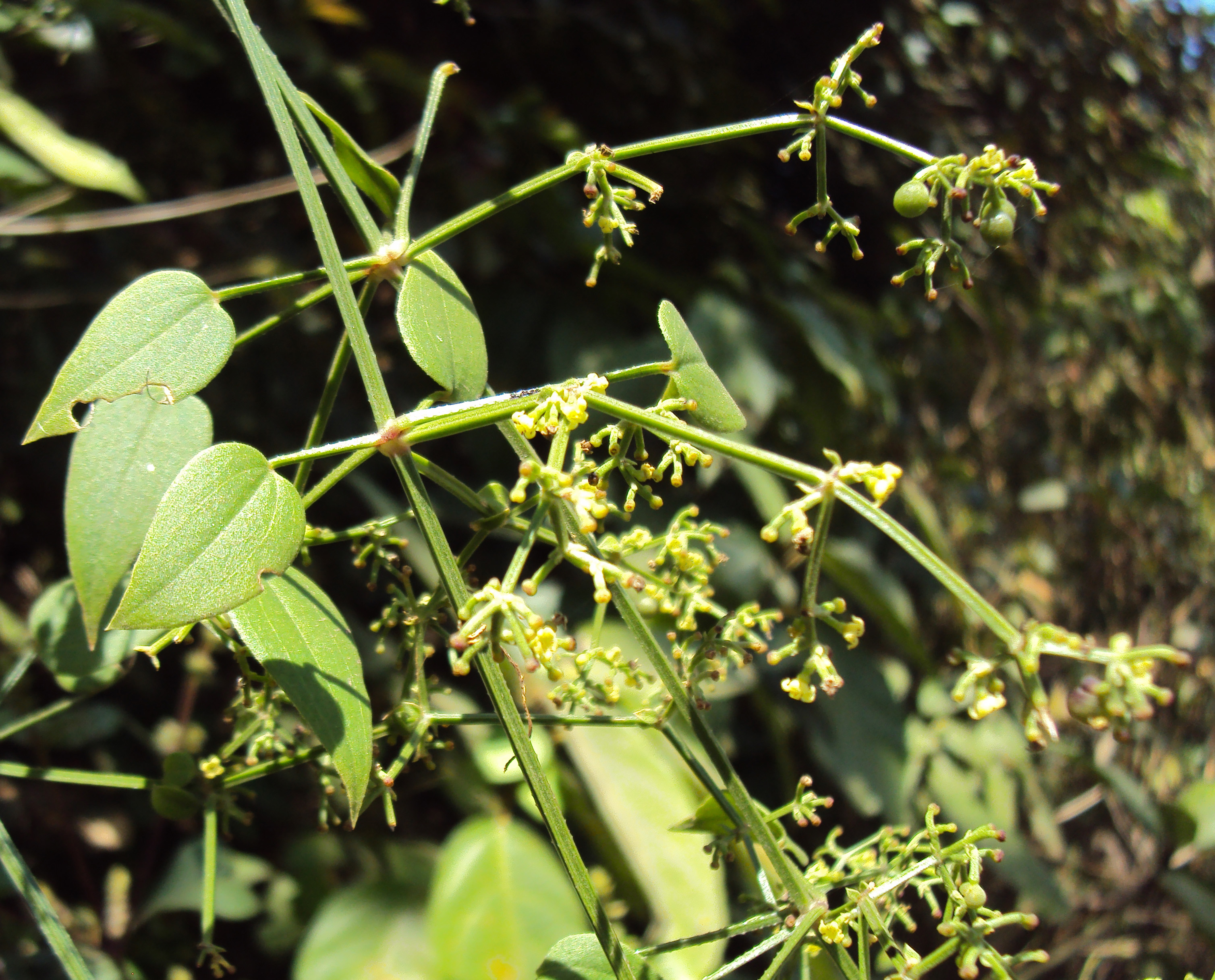
Indischer Krapp (Rubia cordifolia)

Hystazarin kommt als 2-Hydroxy-3-methoxyanthrachinon im indischen Krapp (lat. Rubia cordifolia) vor.

## Gewinnung und Darstellung
Das Derivat aus dem indischen Krapp lässt sich durch Erhitzen mit konz. Salzsäure unter Abspaltung von Chlormethyl zu Hystazarin umwandeln.
Werden Brenzcatechin und Phthalsäureanhydrid zusammen mit Schwefelsäure erhitzt, so entsteht neben Alizarin überwiegend Hystazarin. Kondensiert man Brenzcatechin und Phthalsäureanhydrid aber vorher in einer Natrium-Aluminiumchloridschmelze, so lässt sich eine Ketosäure erhalten, welche durch Erhitzen mit Schwefelsäure beinahe reines Hystazarin (90 % Ausbeute) ergibt.
Wird Hystazarindimethylether mit Bromwasserstoffsäure vermischt, so entsteht nach längerem Erhitzen reines Hystazarin unter Abspaltung von Brommethan.